# 八王子市立船田小学校
八王子市立船田小学校（はちおうじしりつ ふねだしょうがっこう）は、東京都八王子市長房町にある公立小学校。
2024年（令和6年）4月1日現在、学級数8、生徒数249人、教職員数24人である。

## 沿革
- 1974年（昭和49年）07月 - 八王子市立船田小学校開校
- 1993年（平成05年）04月 - 児童会が交通安全校として警視庁交通部長賞受賞
- 2001年（平成13年）01月 - 学校運営連絡協議会、学校安全ボランティア発足
- 2021年（令和03年）04月 - 放課後子ども教室（週5日スタート）
- 2022年（令和04年）
  - 07月 - ふねだふれあい食堂実行委員会主催 学運協・PTA共催 「船田ふれあい食堂」開催
  - 08月 - 学運協・PTA共催 「子ども座禅会」開催
- 2023年（令和05年）
  - 02月 - 学運協主催「落語講座」開催
  - 03月 - 学運協・PTA共催「カタクリを観る会」開催

（この節の出典：）